# Flechazo

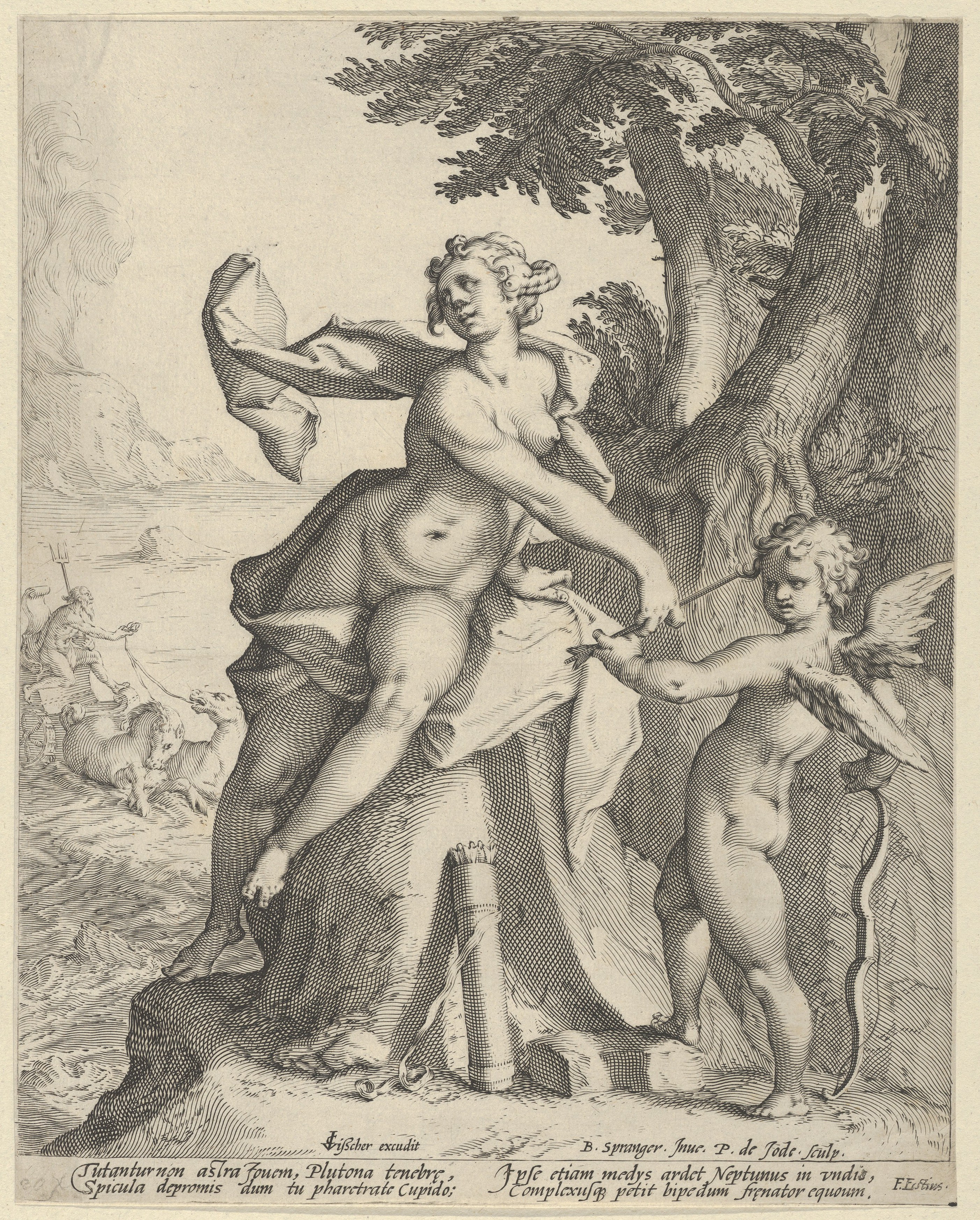
Venus ordenando a Cupido disparar su flecha a Plutón, Claes Jansz. Visscher, ca. 1590-1592.

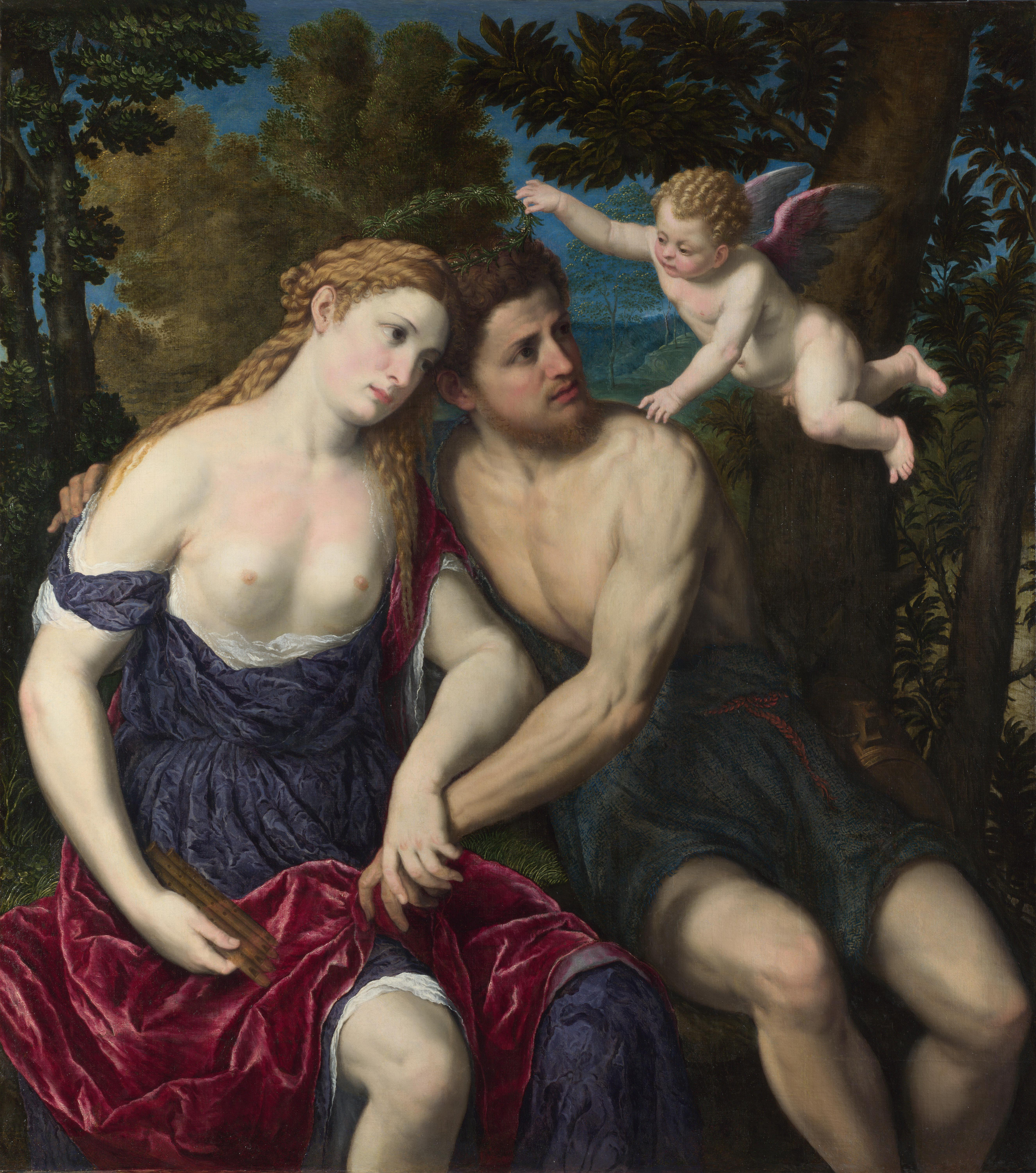
Cupido corona a una pareja de amantes, Paris Bordone, ca 1555-1560.

Flechazo es la descripción metafórica del enamoramiento inmediato que se produce por el encuentro con una persona desconocida; según el tópico literario, este "amor a primera vista" se produce por ser la "media naranja" a la que estaba destinada a unirse en un "amor verdadero". Utilizando la referencia de la mitología clásica, es la flecha de Cupido la que hiere "de amor", o (como corresponde a la expresión francesa coup de foudre "golpe de relámpago" o "calambrazo") se recibe una suerte de "descarga eléctrica".
Independientemente de los conceptos propios de la idea del amor romántico, efectivamente es muy habitual que un proceso semejante sea descrito por muchas personas que dicen haberlo sufrido. Se trata de una experiencia extraordinariamente placentera pero intrigante, que el afectado no puede controlar ni explicar racionalmente, y que desata en él una intensa felicidad seguida de un "torbellino de emociones" que pueden ser contradictorias; en efecto, se altera profundamente su equilibrio neuroquímico, con consecuencias somáticas, por ejemplo, digestivas (las famosas "mariposas en el estómago"). En zoología se describen mecanismos biológicos semejantes, como la impronta y el apego. En psicología social se estudia atracción interpersonal.
|  |  |

## Casos y ejemplos

### Literatura

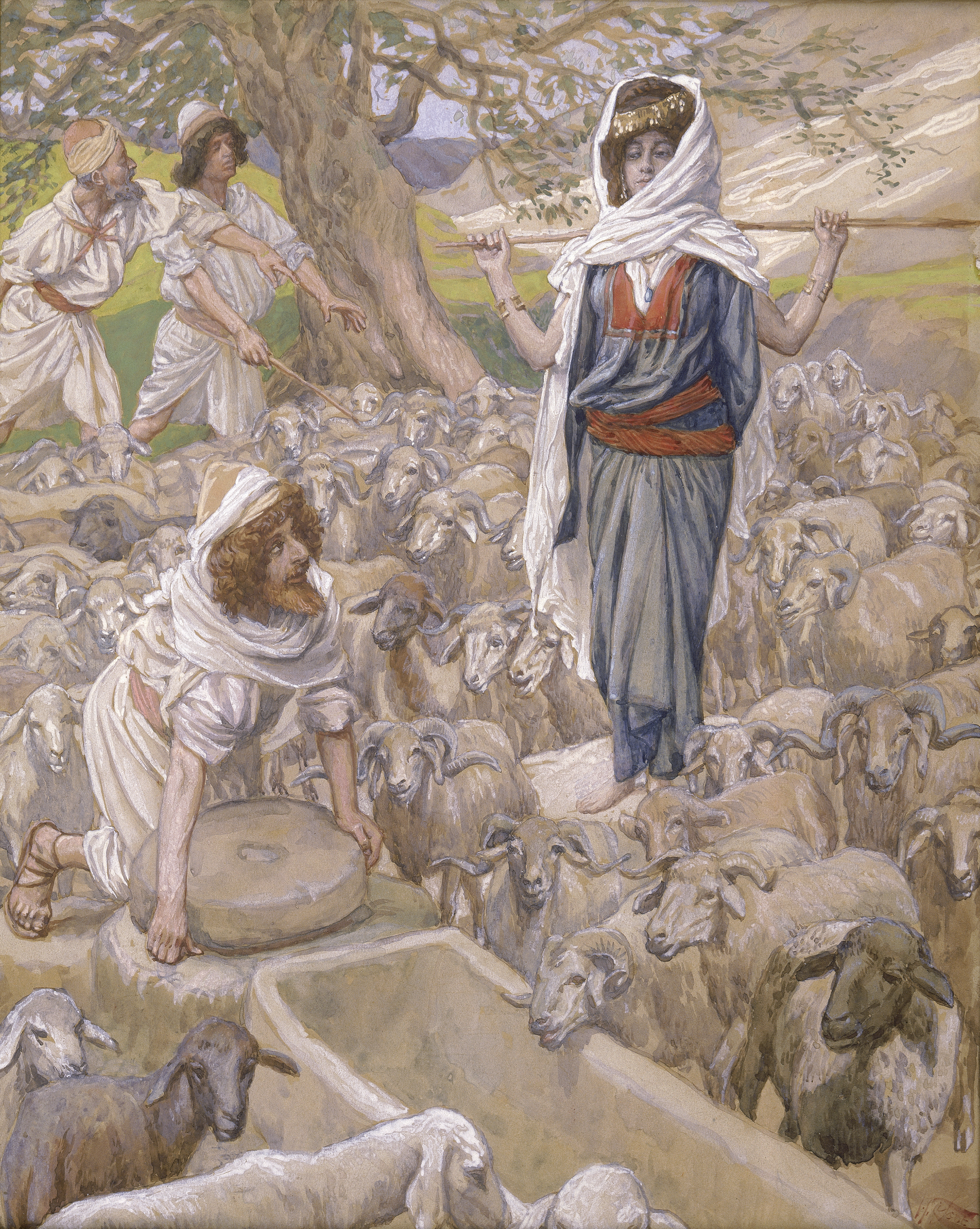
Jacob y Raquel en el pozo, de James Tissot, 1896 o 1902.

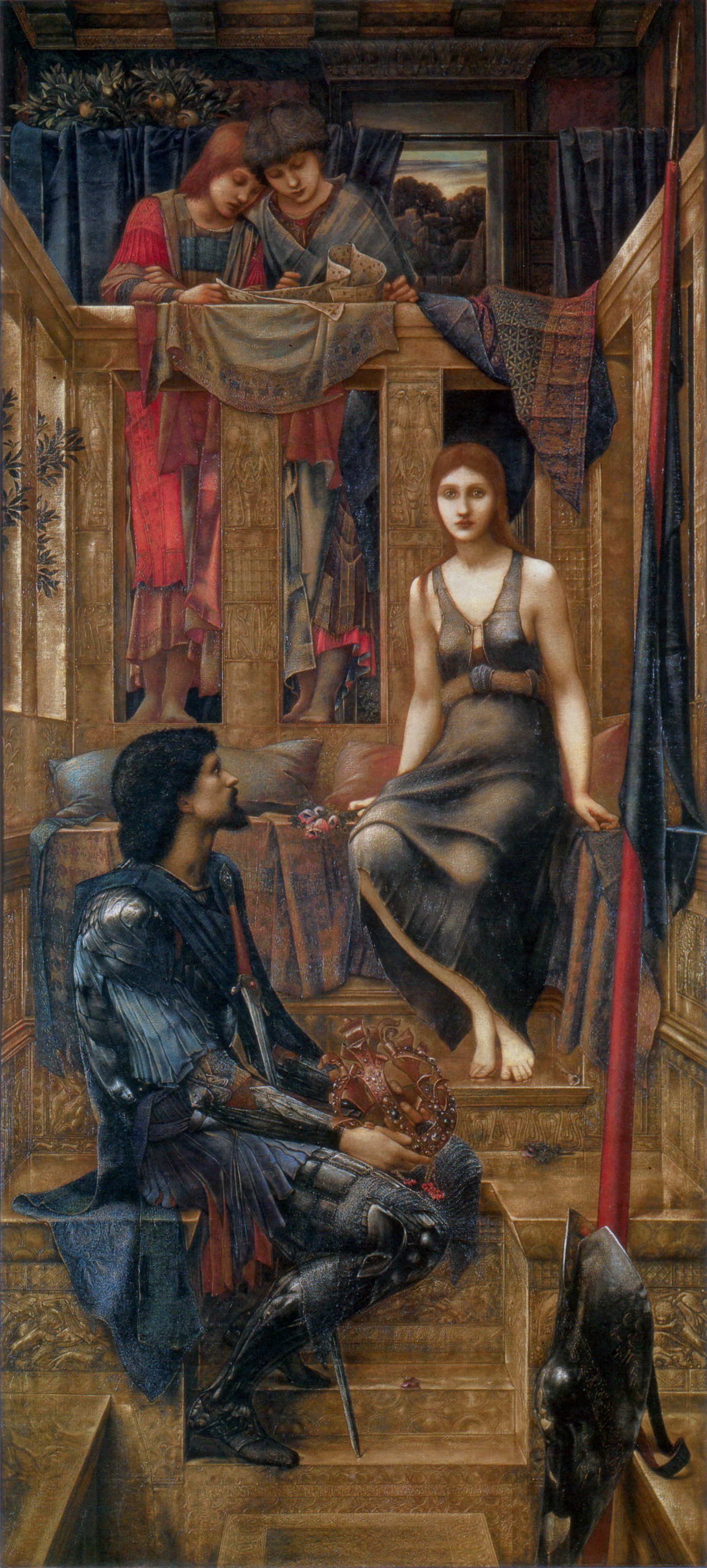
El rey y la campesina, de Edward Burne-Jones, 1884

- Episodios bíblicos como los encuentros de Isaac con Rebeca (Génesis 24, 63-67) y de Jacob con Raquel (Génesis 29, 5-20)

Él [Jacob] les dijo:  ¿Conocéis a Labán hijo de Nacor? / Y ellos dijeron: Sí, le conocemos. / Y él les dijo: ¿Está bien? Y ellos dijeron: Bien, y he aquí Raquel su hija viene con las ovejas. / Y él dijo: He aquí es aún muy de día; no es tiempo todavía de recoger el ganado; abrevad las ovejas, e id a apacentarlas. / Y ellos respondieron: No podemos, hasta que se junten todos los rebaños, y remuevan la piedra de la boca del pozo, para que abrevemos las ovejas. / Mientras él aún hablaba con ellos, Raquel vino con el rebaño de su padre, porque ella era la pastora. / Y sucedió que cuando Jacob vio a Raquel, hija de Labán hermano de su madre, y las ovejas de Labán el hermano de su madre, se acercó Jacob y removió la piedra de la boca del pozo, y abrevó el rebaño de Labán hermano de su madre. / Y Jacob besó a Raquel, y alzó su voz y lloró /..../ Raquel era de lindo semblante y de hermoso parecer. Y Jacob amó a Raquel, y dijo: Yo te serviré siete años por Raquel tu hija menor. ... Así sirvió Jacob por Raquel siete años; y le parecieron como pocos días, porque la amaba.

- Eneida, de Virgilio (episodio de la reina Dido)
- Las metamorfosis y Ars Amandi, de Ovidio
- Leucipa y Clitofonte de Aquiles Tacio

... se me aparece a la izquierda una virgen y fulmina mis ojos con su rostro. Tal había visto yo en una ocasión a Selene, dibujada sobre un toro; una mirada terrible de placer... Y, en cuanto la vi, al punto perdí el sentido, pues me hirió una belleza más aguda que un dardo, y por los ojos se precipitó hasta el alma. En efecto, el ojo es el camino para una herida amorosa. Y todas las sensaciones se apoderaban de mí al mismo tiemp: admiración, estupor, temblor, respeto, desvergüenza. Admiraba su estatura, me llené de estupor ante su belleza, el corazón temblaba, la miraba de un modo desvergonzado, sentía vergüenza de ser sorprendido. Y con violencia obligaba a los ojos a apartarse de la joven; pero ellos no querían, sino que entonces tiraban de sí mismos en sentido opuesto, arrastrados por la cuerda de la belleza, y al final vencieron

- El rey y la campesina, cuento popular
- Vita nuova, de Dante, 1295 (donde describe su amor por Beatriz Portinari).

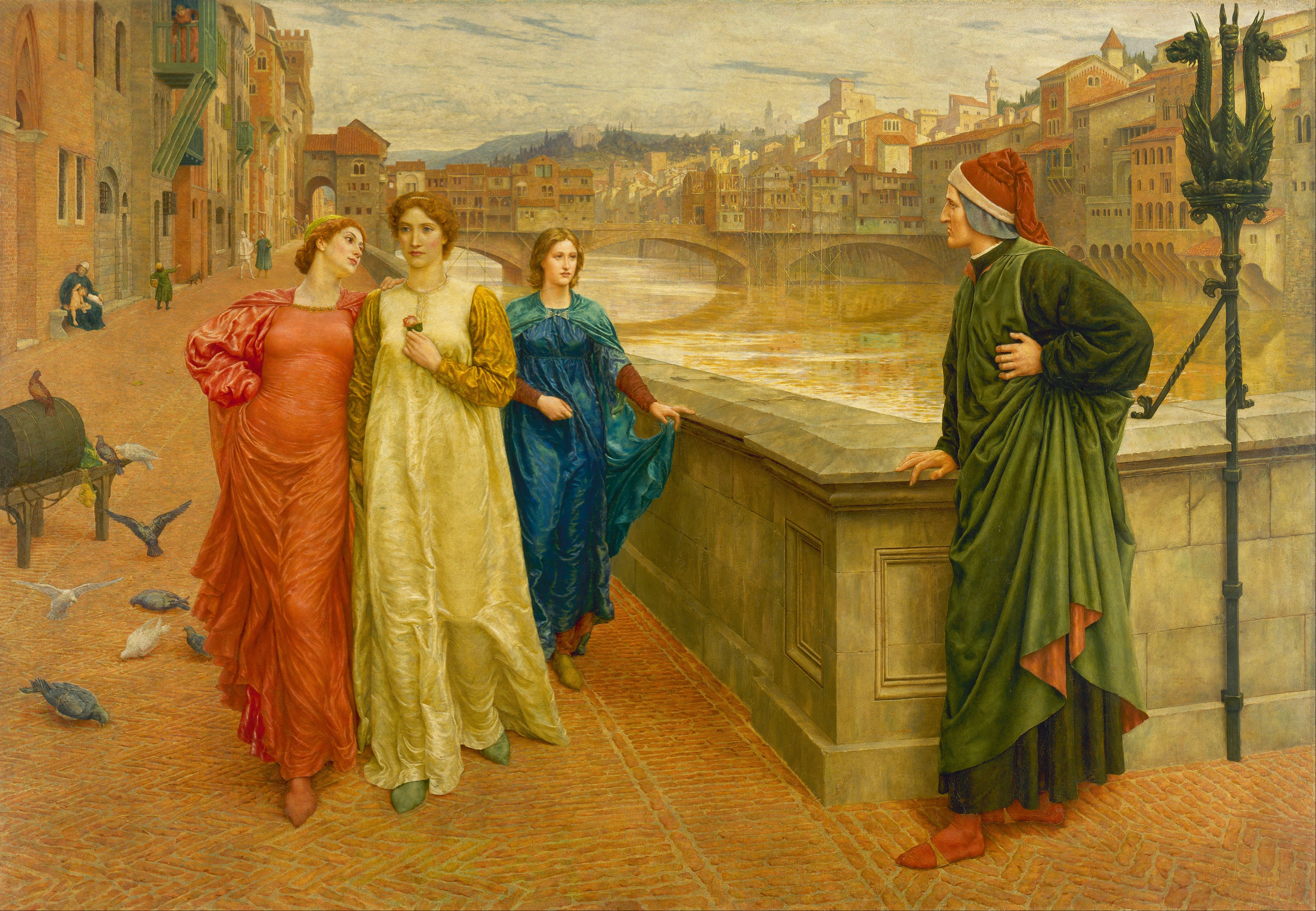
Dante y Beatriz, de Henry Holiday, 1884.

- Elegia di Madonna Fiammetta, de Giovanni Boccaccio, ca. 1345. El mismo autor, en Il Filostrato, cuenta los amores de Troilo (hijo menor del rey de Troya) y Criseida (hija de Calcas, uno de los griegos que asediaban la ciudad), aunque "en clave", está contando su propio amor por Fiametta.

Né s'avvedea colui, ch'era sí saggio / poco davvanti in riprendere altrui, / che Amor dimorasse dentro al raggio / di quei vaghi occhi con li dardi sui, / né s'ammentava ancora dell'oltraggio / detto davanti de' servi di lui; / né dello strale, il quale al cor gli corse, / finché nol punse daddover, s'accorse
Canto 1, estrofa 29

- La Celestina, atribuida a Fernando de Rojas, 1499.

Entrando Calisto en una huerta empós de un falcón suyo, halló y a Melibea, de cuyo amor preso, començole de hablar. De la qual rigorosamente despedido, fue para su casa muy sangustiado.
Argumento del primer auto desta comedia

- Orlando enamorado, de Boiardo.
- Jerusalén liberada, de Torquato Tasso.
- Romeo y Julieta, de Shakespeare. El mismo autor, en Como gustéis, parafrasea a Christopher Marlowe en su referencia al amor a primera vista:[6]

Dead shepherd, now I find thy saw of might: "Who ever lov'd that lov'd not at first sight?"

También Shakespeare, en Trabajos de amor perdidos, 1595, hace una descripción del primer encuentro entre el rey de Navarra y la princesa de Francia:

BOYET.- Si mis observaciones -rara vez fallidas y que consisten en adivinar con los ojos lo que siente el corazón- no me engañan ahora, el rey de Navarra está tocado.

LA PRINCESA.- ¿De qué?
BOYET.- De lo que los enamorados llamamos pasión.
LA PRINCESA.- Pruebas.

BOYET.- Todo su modo de obrar refúgiase en la corte de sus ojos, que brillan de deseo. Su corazón, como un ágata en que estuviera esculpida vuestra imagen, hallábase tan ufano de vuestra impresión, que resplandecía el orgullo en sus ojos. Su lengua, impaciente por pronunciar las palabras que retenía vuestra mirada, apresurábase a dar fin, para dejar a los ojos el cuidado de expresarse. Todos sus sentidos concentrábanse en este sentido para saciarse y gozar únicamente con la contemplación de la más exquisita belleza. Dijérase que sus sensaciones todas se encerraban en sus ojos, como joyas en cristal para algún comprador principesco, que parecían más preciosas que lo están bajo el vidrio y que os invitan a adquirirlas en el tránsito. Su rostro era el margen, donde se inscribían tales sorpresas, que todos los ojos veían a sus ojos fulgurar de encantamiento. ¡Yo os entrego la Aquitania y cuanto le pertenezca, si me concedéis el placer de otorgarme un beso de amor!

- Sentido y sensibilidad, de Jean Austin, 1811.
- La sirenita, de Hans Christian Andersen, 1837.
- Don Juan Tenorio, de Zorrilla, 1844.

DOÑA INÉS: Callad, por Dios, ¡oh, don Juan!, / que no podré resistir / mucho tiempo sin morir / tan nunca sentido afán. / ¡Ah! Callad por compasión, / que oyéndoos me parece / que mi cerebro enloquece / y se arde mi corazón. /  ... / ¿Y qué he de hacer ¡ay de mí! / sino caer en vuestros brazos, / si el corazón en pedazos / me vais robando de aquí? / No, don Juan, en poder mío / resistirte no está ya: / yo voy a ti como va / sorbido al mar ese río. / Tu presencia me enajena, / tus palabras me alucinan, / y tus ojos me fascinan, / y tu aliento me envenena. / ¡Don Juan! ¡Don Juan!, yo lo imploro / de tu hidalga compasión: / o arráncame el corazón, / o ámame porque te adoro.

- Los miserables, de Victor Hugo, 1862.

As soon as the doctor saw her he felt that he loved her with the whole force of his being; no stroke of love at first sight was ever more sudden or more irresistible
Love at First Sight, de James Brander Matthews, 1885

- La saga de los Forsyte (Se alquila), de John Galsworthy, 1921.
- El maestro y Margarita, de Mikhail Bulgakov, 1968.

- El señor de los anillos, de Tolkien (Aragorn y Arwen)[7]

### Ópera
- La reina de las hadas, de Henry Purcell (aria If love's a sweet passion)
- La flauta mágica, de Mozart, 1791 (Papageno y Papagena)
- La valkiria, de Wagner, 1870
- La bohème, de Puccini, 1897
- El caballero de la rosa, de Richard Strauss, 1911

### Cine
- La Cenicienta, Walt Disney, 1950
- West Side Story, Robert Wise y Jerome Robbins, 1961
- El padrino, Francis Ford Coppola, 1972
- Amor al primer mordisco, Stan Dragoti, 1979
- Titanic, James Cameron, 1997
- Hotel Transylvania, Genndy Tartakovsky, 2012

### Canción
- Mon homme, 1920, letra de André Willemetz y Jacques Charles, y música de Maurice Yvain. Múltiples versiones, como Es mi hombre, la que canta Sara Montiel en La mujer perdida:

En cuanto le vi yo me dije para mi es mi hombre. / Solo vivo por el mientras quiera serme fiel ese hombre. / No puedo pasar una noche sin pensar en mi hombre. / Y le doy cuanto soy lo que tengo se lo doy a mi hombre...

- Can't Help Falling in Love, 1961, de George David Weiss, Hugo Peretti y Luigi Creatore, cantada por Elvis Presley para la película Blue Hawaii

Take my hand, take my whole life too / For I can't help falling in love with you

- Eternal flame, The Bangles (álbum Everything, 1988)

Close your eyes, give me your hand, darlin' / Do you feel my heart beating / Do you understand / Do you feel the same / Am I only dreaming / Is this burning an eternal flame

## Otras metáforas y figuras literarias relativas
La metáfora de las heridas de amor puede prolongarse en el mal de amores (lovesickness) y la muerte por amor.
El tratamiento del tópico en la literatura facilita el oxímoron, tanto en la literatura erótica como en la mística.

Oh, llama de amor viva / que tiernamiente hieres ...  Oh cauterio suave / Oh regalada llaga ...
San Juan de la Cruz

En torno al primer beso (el verdadero beso de amor que se dan los futuros novios o amantes) el cine romántico ha desarrollado toda una escenografía de efectos de luz y sonido, que ha terminado convirtiendo en un tópico que para sentirlo en la vida real debería sonar música de violines y estallar fuegos artificiales.